# عذم شوفاني
العذم الشوفاني  (باللاتينية: Stipa avenacea) نوع نباتي يتبع جنس العذم من الفصيلة النجيلية.

## البيئة والانتشار
موطنه مناطق النصف الشرقي للولايات المتحدة ومقاطعة أونتاريو في كندا.

## الوصف النباتي
نبات عشبي معمر.